# Epilampra crassa
Epilampra crassa är en kackerlacksart som beskrevs av Henri Saussure 1868. Epilampra crassa ingår i släktet Epilampra och familjen jättekackerlackor. Inga underarter finns listade i Catalogue of Life.